# NGC 3100
NGC 3100 (również NGC 3103 lub PGC 28960) – galaktyka soczewkowata (SB0), znajdująca się w gwiazdozbiorze Pompy.
Odkrył ją John Herschel 16 lutego 1836 roku. Prawdopodobnie obserwował ją też Lewis A. Swift 27 lutego 1886 roku, lecz uznał, że odkrył nowy obiekt. Jego obserwacja została skatalogowana przez Dreyera jako NGC 3103.